# Tetraberlinia baregarum
Tetraberlinia baregarum är en ärtväxtart som beskrevs av Jan Johannes Wieringa. Tetraberlinia baregarum ingår i släktet Tetraberlinia och familjen ärtväxter. Inga underarter finns listade i Catalogue of Life.